# Броњислав Коморовски
Броњислав Марија Коморовски од Корчака (пољ. Bronisław Maria Komorowski; 4. јун 1952) је бивши председник Пољске (2010 — 2015).
Члан је Грађанске платформе, премијера Доналда Туска. Од погибије председника Леха Качињског у авионској несрећи код Смоленска 10. априла 2010. био је вршилац дужности председника Пољске. Изабран је за председника Пољске 4. јула испред Јарослава Качињског. На изборима 2015. је изгубио у другом кругу од Анджеја Дуде.
Раније је биран на место министра одбране 2001, вицемаршала сејма 2005. и маршала сејма 2007. године.
Ожењен је и има петоро деце.